# Мойунсиз-Хасан
Мойунсиз-Хасан — казахский военачальник, эмир (предположительно 2-я пол. XV — 1-пол. XVI вв.). В источниках известен также под именем Бойун-Мир-Хасан (Бойун-Пир-Хасан).

## Упоминания
Имя Мойунсиз-Хасана упоминается в таких источниках как «Тарих-и Рашиди» Мухаммада Хайдара Дуглата и «Зубдат аль-асар» Абдуллы Насраллахи, где описываются походы Мухаммеда Шайбани-хана против казахов.

## Борьба против Шейбанидов
Мойунсиз-Хасан казахский эмир, во время похода Шейбани хана на казахские улусы. 
Не имея возможности дать отпор, Касым приказал своим людям отступить к отрогам Улытау, где казахское войско закрепилось. Покинутая ставка-орда Касыма и его владения попали в руки противника. Узбекские воины, как пишет Абдаллах Балхи, «в течение нескольких дней предавались в ставке Касым-хана наслаждениям розоволикими девушками и женщинами с белоснежными телами и по беспечности полностью забыли о враге».
Тем временем Касым-хан отправил на разведку небольшой отряд под командованием одного из своих беков, которого Абдаллах Балхи называет Мойынсыз Хасаном. В других источниках его имя передается иначе. Мирза Мухаммед Хайдар ошибочно называет его «Буйун Пир Хасан», а в «Шейбаниаде» И.Н. Березина он фигурирует как Буюнсиз-Хасан.
Ночью отряд Мойынсыз Хасана неожиданно атаковал позиции Шибанидов. Среди узбекского войска вспыхнула паника — шибанидские султаны, уверенные в неспособности казахов к контратаке, даже не выставили караулы. Дезорганизованное узбекское войско не смогло оказать сопротивления и потерпело полное поражение.
Этот факт ставит под сомнение утверждение Абдаллаха Балхи о «огромном» узбекском войске. По его словам, казахи захватили все вооружение противника. В сражении пали многие узбекские предводители, в том числе старший бек Мухаммеда Шейбани-хана — управитель Балха Канбар-мирза. Он был влиятельной фигурой среди узбекской знати и состоял в родственных связях с домом Шибанидов: одна из его дочерей была замужем за Жанибек-султаном, дядей Мухаммеда Шейбани-хана.